# Беляни (гміна)
Гміна Беляни (пол. Gmina Bielany) — сільська гміна у центральній Польщі. Належить до Соколовського повіту Мазовецького воєводства.
Станом на 31 грудня 2011 у гміні проживало 3778 осіб.

## Площа
Згідно з даними за 2007 рік площа гміни становила 109.60 км², у тому числі:
- орні землі: 78.00%
- ліси: 17.00%

Таким чином, площа гміни становить 9.69% площі повіту.

## Населення
Станом на 31 грудня 2011:
| Опис     | Загалом | Загалом | Чоловіки | Чоловіки | Жінки | Жінки |
| -------- | ------- | ------- | -------- | -------- | ----- | ----- |
| одиниця  | осіб    | %       | осіб     | %        | осіб  | %     |
| все      | 3778    | 100     | 1924     | 50.93    | 1854  | 49.07 |
| міське   | 0       | 100     | 0        |          | 0     |       |
| сільське | 3778    | 100     | 1924     | 50.93    | 1854  | 49.07 |

## Сусідні гміни
Гміна Беляни межує з такими гмінами: Лів, Мокободи, Папротня, Репкі, Соколув-Подляський, Сухожебри.